# هاي داي
هاي داي لعبة هاتف محمول مجانية اطلقتها الشركة الفنلندية سوبر سل للهواتف المحمولة والأجهزة اللوحية، نجحت اللعبة بشكل كبير وحازت على رضا اللاعبين.

## مضمون اللعبة
هي عبارة عن مزرعة يقوم اللاعب بتسيير أمورها واحتياجاتها ومع التقدم في المستويات تُفتح المزيد من الأشياء الجديدة مما يزيد من الاستمرارية وعدم الملل من اللعبة.وبالإمكان الأنضمام فيها إلى تجمعات تسمى بـ(الحيّ) حيث تتبادل فيها مع أعضاء الحيّ أدوات المزرعة و ما تحتاجه من أدوات و أيضاً عمليات البيع و الشراء مع إمكانية الدردشة مع الاعضاء.

## روابط خارجية
- هاي داي على موقع Google Play (الإنجليزية)

رابط تحميل لعبة Hay Day على الآي أو إس
رابط تحميل لعبة Hay Day على الأندرويد